# 佐藤大志 (俳優)
佐藤 大志（さとうたいし、2006年7月14日 - ）は、日本の俳優、アイドル、歌手。スターダストプロモーション所属。スターダストプロモーションの男性アーティスト集団「EBiDAN」から派生した中高生ユニット・STA*Mのメンバーである。メンバーカラーは緑。

## 略歴
2014年、8歳のときにWOWOWの連続ドラマW『悪貨』に出演し、俳優としてデビュー。
2015年、EBiDAN唯一の小学生ユニットスタメンKiDSのメンバーとなり、2016年にはミニアルバム『てらこやEP』でCDデビュー。
2016年公開の『鉄の子』で映画初出演。
2019年、オーディションを経てテレビドラマ『おいしい給食』および翌2020年公開の『劇場版 おいしい給食 Final Battle』で神野ゴウ役を演じる。2021年には、続編である『おいしい給食Season2』でも続投している。

## 人物
趣味はアニメ鑑賞、ゲーム。
特技は柔道（6歳から）、ダンス、キックボクシング。
大人しい性格から普段は「シャイボーイ」と呼ばれているが、時々「慣れると結構調子に乗る」一面がある。
年齢の割には声が低く、その声に惹かれるファンも多い。
テツ(愛称はテッチャン)という名前のキジトラ猫を飼っているが、猫アレルギーである。

## 出演

### テレビドラマ
- 悪貨（WOWOW） - フクロウ 少年時代 役
- この世にたやすい仕事はない 第7話 - 最終話（2018年6月18日 - 25日、NHK BSプレミアム）
- PRINCE OF LEGEND 第5話（2018年11月1日、日本テレビ） - 京極尊人（幼少期）役
- インハンド 第8話（2019年5月31日、TBS） - 園川直継（幼少期）役
- おいしい給食（2019年10月13日 - 12月15日、テレビ神奈川・TOKYO MX・BS12 他） - 神野ゴウ 役[3][4]
  - おいしい給食 season2（2021年10月13日 - 12月15日）[6]
- FAKE MOTION -卓球の王将-（2020年4月9日 - 5月28日、日本テレビ） - 高杉律（幼少期）役
- クラスメイトの女子、全員好きでした 最終話（2024年9月12日、読売テレビ・日本テレビ系） - 青 役[7]

### 映画
- 鉄の子（2016年2月13日） - 西野陸太郎 役[注 1][2]
- 牙狼〈GARO〉-月虹ノ旅人-（2019年10月4日） - バデル 役[8]
- 劇場版 おいしい給食 Final Battle（2020年3月6日） - 神野ゴウ 役[1]
  - 劇場版 おいしい給食 卒業（2022年5月13日） - 神野ゴウ 役
  - 劇場版 おいしい給食 Road to イカメシ（2024年5月24日） - 神野ゴウ 役
- さくら（2020年11月13日） - 長谷川一（幼少期）役
- コーポ・ア・コーポ（2023年11月17日）

### ショートフィルム
- 松竹ポリシーシネマ「父と子」篇 - 息子役

### ラジオドラマ
- FMシアター　ひかりの子たち（2020年7月4日、NHK-FM） - 主演・須藤大地 役[9]
- FMシアター　島入り息子（2024年7月27日、NHK-FM） - 主演・江口拓海 役[10]

### 舞台
- 劇団TEAM-ODAC
  - MOON&DAY〜うちのタマ知りませんか?〜 - 岡本たけし 役
  - HOME〜いつか帰るよ、僕だけのHOME〜 - 清水翔太 幼少期 ショータ 役

### その他
- 痛快TV スカッとジャパン ファミリースカッと（2020年11月9日、フジテレビ） - 秋山秀人 役

### 広告
- ジーフット
- 日本マクドナルド ハッピーセット 仮面ライダードライブ「ぼくはヒーロー」篇
- ベネッセコーポレーション 進研ゼミ 小学講座 - 2015年度専属モデル
- サントリー ソフトドリンクキャンペーン「楽しいニッポン」篇
- 日本公文教育研究会「教室で」･「理由」篇
- アサヒ飲料 カラダカルピス®500 メカニズム映画祭 「カントリーライフ」- シズム 役

### ミュージックビデオ
- DISH//「変顔でバイバイ!!」